# Henrik Leth
Henrik Leth (* 14. Oktober 1961 in Helsingør) ist ein dänischer Manager und Beamter.

## Leben
Henrik Leth ist der Sohn des Kasernenmeisters Niels Marius Leth († 1992) und seiner Frau Else Hougaard Andersen. Er beendete 1981 die Schule. Am 15. Januar 1983 heiratete er die Grönländerin Vera Arnatsiaq Jensen (* 1958), die später Ombudsfrau des Inatsisartut wurde. 1989 schloss er ein Studium in Wirtschaftswissenschaften an der Universität Kopenhagen als cand.polit. ab. Anschließend wurde er als Bevollmächtigter bei der grönländischen Regierung angestellt. 1991 wurde er Bürochef der Regierung. 1992 wurde er zum Direktor des grönländischen Direktorats für Fischerei, Jagd und Landwirtschaft ernannt.
1995 wechselte er in die Wirtschaft, wo er Direktor bei Royal Greenland wurde. 1999 wurde er zum Konzerndirektor befördert und ab 2002 war er Vizekonzernchef, was er bis 2007 blieb. Von 2008 bis 2012 war er Direktor der Grönländischen Arbeitsgebervereinigung, wo er seit 2013 Vorsitzender ist. Von 2012 bis 2023 war er Aufsichtsratsvorsitzender bei Polar Seafood. Anschließend wurde er Direktor bei Polar Seafood Denmark.
Daneben ist er seit den 1990er Jahren in zahlreichen Aufsichtsräten vertreten. Von 1991 bis 2017 war er Aufsichtsratsmitglied bei der Wirtschaftsstiftung der Grønlandsbanken. Von 2008 bis 2010 war er Aufsichtsratsmitglied bei der Iceland Group und von 2008 bis 2013 bei Nuuk TV. Seit 2010 ist er Aufsichtsratsmitglied bei CSR Greenland, davon bis 2012 als Vorsitzender, und seit 2011 bei Sustainable Fisheries Greenland, davon bis 2016 als Vorsitzender. Von 2020 bis 2021 war er Aufsichtsratsvorsitzender bei Permagreen Grønland. Seit 2018 ist er französischer Honorarkonsul in Grönland.